# Zoran Jovanović
Pour les articles homonymes, voir Jovanović.
Zoran Jovanović (né le 25 mai 1965 à Belgrade, dans la République socialiste de Serbie, en ex-Yougoslavie) est un ancien joueur yougoslave de basket-ball, évoluant au poste de pivot, devenu entraîneur.

## Carrière

### Palmarès
- Champion du monde 1990
- Champion d'Europe 1991